# Goran Brajušković
dr Goran Brajušković (Kragujevac, 30. novembar 1968) redovni je profesor na Biološkom fakultetu Univerziteta u Beogradu. On je srpski molekularni genetičar, koji je svoju dosadašnju karijeru proveo baveći se naukom i nastavom. Autor je 55 naučnih radova, te 98 saopštenja na naučnim skupovima.

## Obrazovanje
Diplomski, magistarski i doktorski rad odbranio je na Biološkom fakultetu, Univerziteta u Beogradu, a u oblasti njegovog stručnog interesovanja je: molekularna osnova humanih oboljenja, molekularna osnova procesa ćelijskog umiranja po tipu apoptoze; ultrastrukturna patologija.

### Karijera na Univerzitetu
Posebno interesantna je njegova nastavna delatnost. Goran Brajušković ključna je karika u obrazovanju budućih kadrova iz oblasti molekularne biologije/genetike. Nastavljač je škole molekularne biologije iz Beograda, posvećujući se izvođenju nastave u sklopu studijskog programa „Molekularna biologija i fiziologija“ na osnovnim akademskim studijama, kao i odgovarajućim master akademskim i doktorskim studijama pri Biološkom fakultetu. Predmeti koje realizuje predstavljaju visoka obrazovanja u Srbiji po svim kriterijumima, ali i svojevrsnu sintezu najsavremenijih tokova molekularne biologije sa osnovnim akademskim znanjima, veštinama, te nadasve korisnim pedagoškim i etičkim aspektima date naučne oblasti.

### Javna podrška studenata
Otkako je 2007. godine stalno zaposlen na Katedri za biohemiju i molekularnu biologiju Biološkog fakulteta, obožavan među širokom populacijom studenata zbog svog nastavnog, pedagoškog i vaspitnog rada, Brajuškoviću je posvećena fan-stranica na globalnoj socijalnoj mreži „Fejsbuk“.